# 1991년 FIFA 여자 월드컵 예선
이 문서는 1991년 FIFA 여자 월드컵의 지역 예선에 관한 문서이다.

## 예선 그룹

### 남미 축구 연맹(CONMEBOL)
- 브라질(우승 팀) 본선 진출.

### 북중미카리브 축구 연맹(CONCACAF)
- 미국(우승 팀) 본선 진출.

### 아시아 축구 연맹(AFC)
- 중화인민공화국(우승 팀),  일본(준우승 팀),  중화 타이베이(3위 팀) 본선 진출.

### 아프리카 축구 연맹(CAF)
- 나이지리아(우승 팀) 본선 진출.

### 오세아니아 축구 연맹(OFC)
- 뉴질랜드(우승 팀) 본선 진출.

### 유럽 축구 연맹(UEFA)
- 독일(우승 팀),  노르웨이(준우승 팀),  덴마크(3위 팀),  이탈리아(4위 팀) 본선 진출.
- 스웨덴은 UEFA 여자 유로 1991 예선 플레이오프에서 탈락한 팀들 중에서 성적이 가장 높아 추가로 본선 진출.

## 본선 진출국
| 팀             | 본선 진출 경로                                |
| -------------- | --------------------------------------------- |
| 나이지리아     | 1991년 아프리카 여자 축구 선수권 대회 우승    |
| 노르웨이       | UEFA 여자 유로 1991 준우승                    |
| 뉴질랜드       | 1991년 OFC 여자 축구 선수권 대회 우승         |
| 덴마크         | UEFA 여자 유로 1991 3위                       |
| 독일           | UEFA 여자 유로 1991 우승                      |
| 미국           | 1991년 CONCACAF 여자 축구 선수권 대회 우승    |
| 브라질         | 1991년 남미 여자 축구 선수권 대회 우승        |
| 스웨덴         | UEFA 여자 유로 1991 5위                       |
| 이탈리아       | UEFA 여자 유로 1991 4위                       |
| 일본           | 1991년 AFC 여자 축구 선수권 대회 준우승       |
| 중화인민공화국 | 1991년 AFC 여자 축구 선수권 대회 우승, 개최국 |
| 중화 타이베이  | 1991년 AFC 여자 축구 선수권 대회 3위          |